# Piper subpedicellatum
Piper subpedicellatum är en pepparväxtart som beskrevs av Heurck & Muell. Arg.. Piper subpedicellatum ingår i släktet Piper och familjen pepparväxter. Inga underarter finns listade i Catalogue of Life.